# Шушинська міська бібліотека
Шушинська міська бібліотека — двоповерхова бібліотека, що була побудована в 1980 році в місті Шуші, Нагірно-Карабаська Республіка. Головний корпус бібліотеки в цей час знаходиться в підвалі. Архіви бібліотеки і склад розташовані на першому поверсі. Читальний зал знаходиться на другому поверсі.
Бібліотека налічує понад 13 000 книг, з яких 11 400 книг вірменською мовою і 1 600 російською, ще кілька сотень книжок англійською та французькою мовами. Одне з відділень бібліотеки знаходиться у дівочій школі «Марімян». У бібліотеці близько 1 000 читачів на рік — люди різного віку та вподобань. Є 4 000 книг, які передбачені тільки для читання на місці і не видаються на руки.
Бібліотека знаходиться в поганому стані і потребує інтенсивної реконструкції, після чого число читачів за прогнозами, значно зросте. У цей час «Hayastan All Armenian Fund» проводить повний ремонт будівлі із зовнішньою та внутрішньою обробкою і благоустроєм території. У 2009 році при фінансуванні адміністрації міста був відремонтований дах.